# André Gaumond
Pour les articles homonymes, voir Gaumond.
André Gaumond, né le 3 juin 1936 à Saint-Thomas-de-Montmagny au Québec et mort le 14 décembre 2019 à Sherbrooke (Québec), est un ecclésiastique canadien.

## Biographie
André Gaumond est ordonné prêtre le 27 mai 1961 par Bruno Desrochers à la cathédrale de Sainte-Anne-de-la-Pocatière. 
Il est nommé évêque de Sainte-Anne-de-la-Pocatière par Jean-Paul II le 31 mai 1985. Il reçoit la consécration épiscopale le 15 août suivant des mains du cardinal Louis-Albert Vachon assisté de Marc Leclerc (de) et Bertrand Blanchet.
Le 1er juillet 1996, il succède à Jean-Marie Fortier comme archevêque de Sherbrooke après avoir été nommé archevêque coadjuteur le 16 février 1995. Il siège dorénavant en la cathédrale Saint-Michel de Sherbrooke.
Le 24 mai 2001, il célèbre le centième anniversaire de décès du Bienheureux Louis-Zéphirin Moreau, évêque de Saint-Hyacinthe, avec Messeigneurs Jacques Berthelet, François Lapierre et Louis-de-Gonzague Langevin. Le 8 mai 2002, il fête le 150e anniversaire du diocèse de Saint-Hyacinthe dans une procession épiscopale.
André Gaumond est aussi le chancelier du séminaire de Sherbrooke et de l'université de Sherbrooke. Il célèbre les cinquante années de l'institution en février 2004. Gaumond est membre du conseil d'administration de l'organisme Sherbrooke, Ville en Santé.
En 2005, André Gaumond est élu président de la conférence des évêques catholiques du Canada pour un mandat de deux ans, remplaçant Brendan O'Brien, l'évêque de Saint-Jean. Il était auparavant le vice-président et le co-trésorier ainsi que membre des commissions épiscopales sur les associations, la théologie et l'évangélisation.
Le 6 octobre de la même année, il signe une lettre pastorale qui rejette la privatisation de l'eau. 

## Citations
- « L’engagement politique est très important pour l’avenir de notre société. La fonction politique et le service public sont dévalorisés par de trop nombreux citoyens et citoyennes. »

- « Le fait d’être ainsi immergé dans un univers de communications représente un atout pour nous tous, mais spécialement pour les jeunes. Pour eux, l’accès aux connaissances ne pose plus problème grâce à la télévision, aux livres et surtout à l’Internet. »

- « Fondamentalement, l'accès à l'eau potable, en quantité suffisante, n'est pas une question d'ordre commercial mais d'ordre moral et spirituel. »